# トライ・ア・リトル・テンダネス
「トライ・ア・リトル・テンダネス」（Try a Little Tenderness）は、ジミー・キャンベルとレグ・コネリーのソングライターチームと、ハリー・M・ウッズが作詞作曲した楽曲。1933年の発表以後、数多くの歌手によって歌い継がれ、オーティス・レディングのバージョンのヒット（ビルボードR&Bチャート4位）により世界的に広まった。

## オリジナル・バージョンなど
1932年11月、ジミー・キャンベルとレグ・コネリーのソングライターチームとハリー・M・ウッズの3人が書いた本作品が出版された。同年12月にレイ・ノーブル・オーケストラ（歌はヴァル・ロージング）によって最初にレコーディングされた。また同時期にチャーリー・パロイ&ヒズ・オーケストラも吹き込んだ。翌1933年にレコードが発売され、テッド・ルイスやルース・エッティングらのバージョンがヒットした。ビング・クロスビーもこの年にレコードにし、フランク・シナトラの1946年のデビュー・アルバム『The Voice of Frank Sinatra』に収録された。

## オーティス・レディングのバージョン
1964年10月、サム・クックはナイトクラブ「コパカバーナ」での歌唱ならびに演奏を収めたライブ・アルバム『Sam Cooke at the Copa』を発表。本作品と「(I Love You) For Sentimental Reasons」と「You Send Me」のメドレーを披露した。クックのバージョンはオーティス・レディングのバージョンのヒントの一つとなった。
1966年にレディングはスタックスのスタジオでブッカー・T&ザ・MG'sとともに本作品をレコーディングをした。スタックスのスタッフ・プロデューサーだったアイザック・ヘイズは編曲を担当し、またピアノも弾いた。レディングは曲の終盤で、デューク・エリントンとリー・ゲインズが書いた「Just Squeeze Me (But Please Don't Tease Me)」のタイトルの言葉を叫び続けた。
同年10月に発売されたスタジオ・アルバム『ソウル辞典』に収録された。同年11月14日、シングルカットされた。シングル・バージョンはアルバム・バージョンより30秒ほど短い。ビルボードのHot 100で25位、R&Bチャートで4位、カナダで23位、イギリスで46位を記録した。
1967年6月に開かれたモントレー・ポップ・フェスティバルに2日目夜のトリで出演したレディングはクライマックスで本作品を歌った。歌詞の「Shaggy dress」は流行りの「Mini skirt dress」に変えて歌われた。このときの映像は1968年12月26日公開の映画『Monterey Pop』（邦題：モンタレー・ポップ フェスティバル'67）に収められた。
同年7月発売のライブ・アルバム『ヨーロッパのオーティス・レディング』にライブ・バージョンが収録された。
2016年、『ソウル辞典』の2枚組のデラックス・エディションが発売。「Take 1」のバージョンと1967年のライブ・バージョンが収録された。
「ローリング・ストーンの選ぶオールタイム・グレイテスト・ソング500」の2021年版で136位にランクされた。

## その他のバージョン
- 映画『ザ・コミットメンツ』（1991年）の中で披露された。劇中でアンドリュー・ストロングがリードボーカルをとったバージョンはアイルランドのチャートで13位を記録した[11]。
- 映画『Duets』（2000年）の中でポール・ジアマッティとアーノルド・マッカラーが二人で歌った。
- スリー・ドッグ・ナイトが1969年にシングルとして発表。全米29位を記録し、グループにとって最初のヒット曲となった。